# مولسان
مولسان (به فرانسوی: Mulsanne) یک کمون در فرانسه است که در Canton of Écommoy واقع شده‌است.

## خصوصیات
مولسان ۱۵٫۲۵ کیلومترمربع مساحت و ۵٬۲۱۳ نفر جمعیت دارد.